# یانا پیدرمانووا
یانا پیدرمانووا (چکی: Jana Pidrmanová؛ زادهٔ ۱۷ مارس ۱۹۸۵) بازیگر اهل جمهوری چک است.
از فیلم‌ها یا مجموعه‌های تلویزیونی که وی در آن‌ها نقش داشته است، می‌توان به لیگ محلی و فرشته تبهکار اشاره نمود.